# گوواژوو
گوواژوو (به لاتین: Gowarzów) یک روستا در لهستان است که در گمینا گیدله واقع شده‌است. گوواژوو ۴۳۶ نفر جمعیت دارد.